# Меконнен Гебремедхин
Меконнен Гебремедхин Волдегеорг (амх.  መኮንን ገብረመድኅን; 11 октября 1988, Аддис-Абеба) — эфиопский легкоатлет, который специализировался на средних дистанциях.

## Биография
Он дебютировал на международной арене на чемпионате мира 2007 года в Осаке на дистанции 1500 метров, где выбыл в полуфинале. В начале 2008 года Меконнен Гебремедхин занял шестое место на чемпионате мира в Валенсии со временем 3:40.42.
В 2009 году на Бислеттских играх в Осло эфиопец улучшил два своих личных рекорда: одна миля за 3:50.74 и 1500 м за 3:34.49. 2010 год для Меконнена стал одним из успешных в карьере: бронзовая медаль на Чемпионате Африки в Найроби и серебряная медаль на Континентальном кубке в Сплите.
Он установил новый личный рекорд на дистанции мили в июне 2011 года в Юджине за 3:49.70. Занял седьмое место на дистанции 1500 м на чемпионате мира в Тэгу за 3:36.81. В сезоне 2011 года в Милане Меконнен Гебремедхин поднял свой личный рекорд в 1500 м до результата 7:41.42.
В начале сезона 2012 года эфиопец улучшили свои личные рекорды в помещении на 1500 м (3:34.89 в Бирмингеме) и на 3000 м (7:46.89 в Стокгольме). Взял бронзовую медаль на чемпионате мира в помещении 2012 в Ствмбуле, уступив марокканцу Абдалаати Игидеру и турку Ильхаму Озбилену. В конце мая того же года В Хенгело Меконнен установил новый личный рекорд на дистанции 1500 метров — 3:31.45. В августе занял шестое место в финальном забеге на Летних Олимпийских играх в Лондоне.
В 2015 году он выиграл Африканские игры в Браззавиле на дистанции 1500 метров.

## Международные результаты
| Год  | Турнир                                        | Город                        | Место | Дистанция | Время    |
| ---- | --------------------------------------------- | ---------------------------- | ----- | --------- | -------- |
| 2003 | Чемпионат мира среди юношей                   | Шербрук, Канада              | 31-е  | 800 м     | 1:56.04  |
| 2006 | Чемпионат мира среди юниоров                  | Пекин, Китай                 | 21-е  | 800 м     | 1:50.47  |
| 2007 | Чемпионат мира                                | Осака, Япония                | 17-е  | 1500 м    | 3:43.41  |
| 2008 | Чемпионат мира в помещении                    | Валенсия Испания             | 6-е   | 1500 м    | 3:40.42  |
| 2009 | Чемпионат мира                                | Берлин, Германия             | 26-е  | 1500 м    | 3:43.22  |
| 2010 | Чемпионат мира в помещении                    | Доха, Катар                  | 4-е   | 1500 м    | 3:42.42  |
| 2010 | Чемпионат Африки                              | Найроби, Кения               | 3-е   | 1500 м    | 3:36.65  |
| 2010 | Континентальный кубок                         | Сплит, Хорватия              | 2-е   | 1500 м    | 3:35.70  |
| 2011 | Чемпионат мира                                | Тэгу, Республика Корея       | 7-е   | 1500 м    | 3:36.81  |
| 2012 | Чемпионат мира в помещении                    | Стамбул, Турция              | 3-е   | 1500 м    | 3:45.90  |
| 2012 | Летние Олимпийские игры                       | Лондон, Великобритания       | 6-е   | 1500 м    | 3:35.44  |
| 2013 | Чемпионат мира                                | Москва, Россия               | 7-е   | 1500 м    | 3:37.21  |
| 2014 | Чемпионат мира в помещении                    | Сопот, Польша                | 17-е  | 1500 м    | 3:47.22  |
| 2014 | Чемпионат мира по легкоатлетическим эстафетам | Нассау, Багамские Острова    | 3-е   | 4x1500 м  | 14:41.22 |
| 2014 | Чемпионат Африки                              | Марракеш, Марокко            | 4-е   | 1500 м    | 3:42.65  |
| 2015 | Чемпионат мира                                | Пекин, Китай                 | 18-е  | 1500 м    | 3:44.31  |
| 2015 | Африканские игры                              | Браззавиль, Республика Конго | 1-е   | 1500 м    | 3:45.73  |
| 2016 | Летние Олимпийские игры                       | Рио-де-Жанейро, Бразилия     | 14-е  | 1500 м    | 3:40.69  |